# Aloe excelsa x ortholopha
Aloe excelsa x ortholopha é uma espécie de liliopsida do gênero Aloe, pertencente à família Asphodelaceae.